# Покорителям целины (монумент)
Покорителям целины (каз. Тың игерушілер) — монумент в городе Костанай, Казахстан, посвященный освоению целинных и залежных земель. Монумент открыт в 1984 году к 30-летию освоения целины, в том же году получил статус памятника истории и культуры местного значения.

## История
В октябре 1973 года в честь 20-летия освоения целинных и залежных земель на Привокзальной площади Костаная решили увековечить подвиг первоцелинников. На будущем месте памятника заложили символический камень с надписью: «Здесь будет воздвигнут монумент покорителям целины».
12 ноября 1973 года объявлен закрытый всесоюзный конкурс на создание проекта монумента. 12 мая 1975 года выбрали победителями коллектив из скульптора Михаила Смирнова (Москва), архитектора Анатолия Семёнова (Москва) и архитектора Александра Тимошечкина (Костанай). В соответствии с пожеланиями жюри конкурса авторы монумента внесли доработки и 19 декабря 1975 года был принят окончательный вариант. В 1977 году было принято решение реконструировать Привокзальную площадь, так как для будущего монумента не хватало места.
Решением горисполкома в 1983 году в Костанае появилась Комсомольская площадь, на ней и решили установить монумент первоцелинникам. 13 октября 1984 года монумент открыли с участием партийных, советских работников, комсомольцев и первоцелинников.
10 декабря 1984 года решением горисполкома монумент был принят на государственную охрану. С 1996 года по 2001 год монумент был исключён из списка памятника истории.
Первоцелинники и горожане заложили в основание монумента капсулу времени, которую необходимо вскрыть на 100-летия освоения целинных земель в 2054 году. В 1990-е годы капсулу извлекли и передали в фонд областного краеведческого музея.

## Описание
Памятник состоит из скульптуры трех молодых людей (девушка и двое парней), развевающейся по ветру ленты, на которой изображены этапы освоения целины и колосья пшеницы. Основание монумента сделано из бетона и облицовано гранитными плитами, а фигуры людей и лента из бронзы. Площадь перед памятником вымощена брусчаткой. На создание монумента ушло более 300 тонн бронзы. Каждый элемент памятника был первоначально создан в глине в Москве, а затем отлит из бронзы в Минске и Санкт-Петербурге.
Несущую конструкцию разработали в Алма-Ате, а гранитные и монтажные работы делали мастера Москвы, Костаная и Рудного.
Скульптура девушки олицетворяет землеустроителей, а юношей — сеятелей, идущих по первой борозде.